# Rupt-devant-Saint-Mihiel
Rupt-devant-Saint-Mihiel település Franciaországban, Meuse megyében. Lakosainak száma 40 fő (2022. január 1.). Rupt-devant-Saint-Mihiel Fresnes-au-Mont, Kœur-la-Grande, Kœur-la-Petite, Nicey-sur-Aire, Ville-devant-Belrain és Villotte-sur-Aire községekkel határos.

## Népesség
A település népessége az elmúlt években az alábbi módon változott:
| Lakosok száma | 63   | 61   | 50   | 52   | 55   | 56   | 52   | 48   | 42   | 40   |
|               | 1968 | 1990 | 2006 | 2011 | 2015 | 2016 | 2018 | 2019 | 2021 | 2022 |